# Махаон (комаха)
Косатець махаон (Papilio machaon) — вид метеликів родини косатцевих (Papilionidae). Один  із  близько  200  видів роду,  у  фауні  України  представлений  номінативним підвидом. Поширений у помірних і субтропічних широтах Північної Африки, Євразії та Північної Америки. Раритетний вид, занесений до Червоної книги України та ряду інших природоохоронних документів.

## Етимологія
Наукова назва метелика має міфологічну основу. Він названий шведським натуралістом Карлом Ліннеєм на честь лікаря-хірурга, сина Асклепія і Епіони, що брав участь в поході греків на Трою під час Троянської війни (1194 до н. е. — 1184 до н. е.).
У вітчизняній ентомології часто використовуються дві інші назви метелика: махаон (традиційна), косатець-ластівець.

## Опис

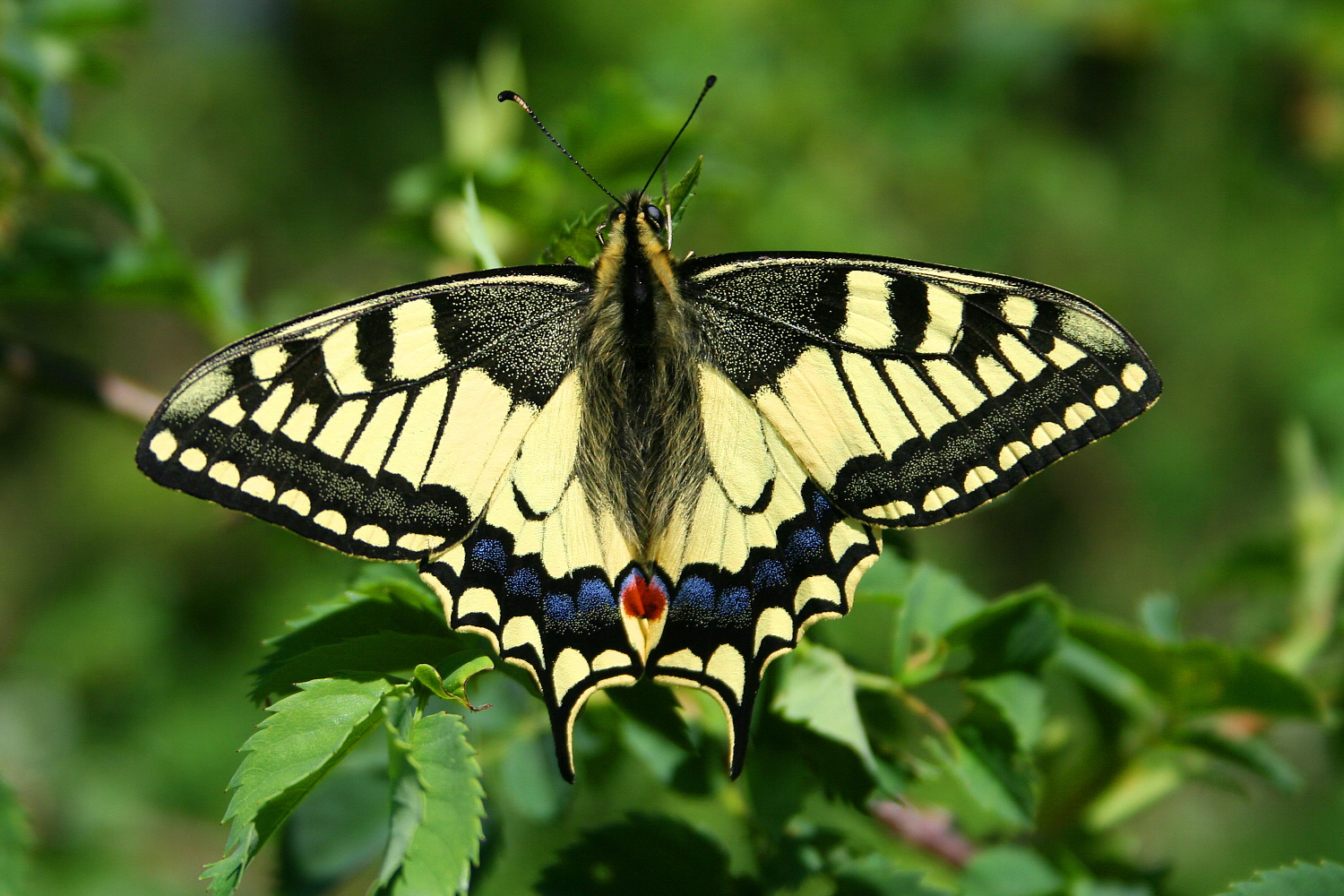
Імаго махаона Papilio machaon

Досить великий метелик, з розмахом крил до 94 мм. Самки більші за самців. Загальний фон забарвлення жовтий. Візерунок крил самця та самиці ідентичний. Передні крила з темними плямами та жилками, з широкою чорною облямівкою та жовтими плямами на ній. Задні крила мають чорні хвостики, чорну облямівку з синіми та жовтими плямами та червонувате очко в задньому куті крила.
Молода гусінь оксамитно-чорна з білою фігурною плямою на спині й короткими шипиками на червоних бородавочках на тілі поза плямою. Молоді забарвленням дещо схожі на пташині екскременти, що захищає їх від поїдання птахами. Червоні бородавочки в них пізніше стають помаранчевими і з кожним линянням поступово зникають. У дорослої гусениці від них нічого не залишається, їх місце займають помаранчево-жовті плями. Доросла гусінь світліша за молоду, світло-зеленого кольору з чорними поперечними смужками і дрібними червоними крапками. При збудженні позаду голови висуваються назовні два довгі помаранечево-червоні ріжки, що в стані спокою втягнені в тіло. Вони виділяють ароматичні речовини, що відлякують мурашок і птахів.
Лялечки літнього покоління звичайно жовтуваті або зелені з дрібними темними крапками, їх колір залежить від субстрату. Зимуючі лялечки звичайно світло-коричневі з чорнуватим головним кінцем, з товстими ріжками на голові й темним черевним боком.

## Поширення
Голарктичний вид. Ареал виду широкий, охоплює помірні та субтропічні райони Північно-Західної Африки, Євразії та Північної Америки. В горах Європи піднімається до висоти 2000 м над рівнем моря (Альпи), в Азії — до 4500 м (Тибет). Населяє всю континентальну Європу від морів Північного Льодовитого океану до узбережжя Чорного моря і Кавказу, в Англії мешкає тільки в графстві Норфолк. В Україні зустрічається у всіх регіонах.

## Місця перебування. Чисельність

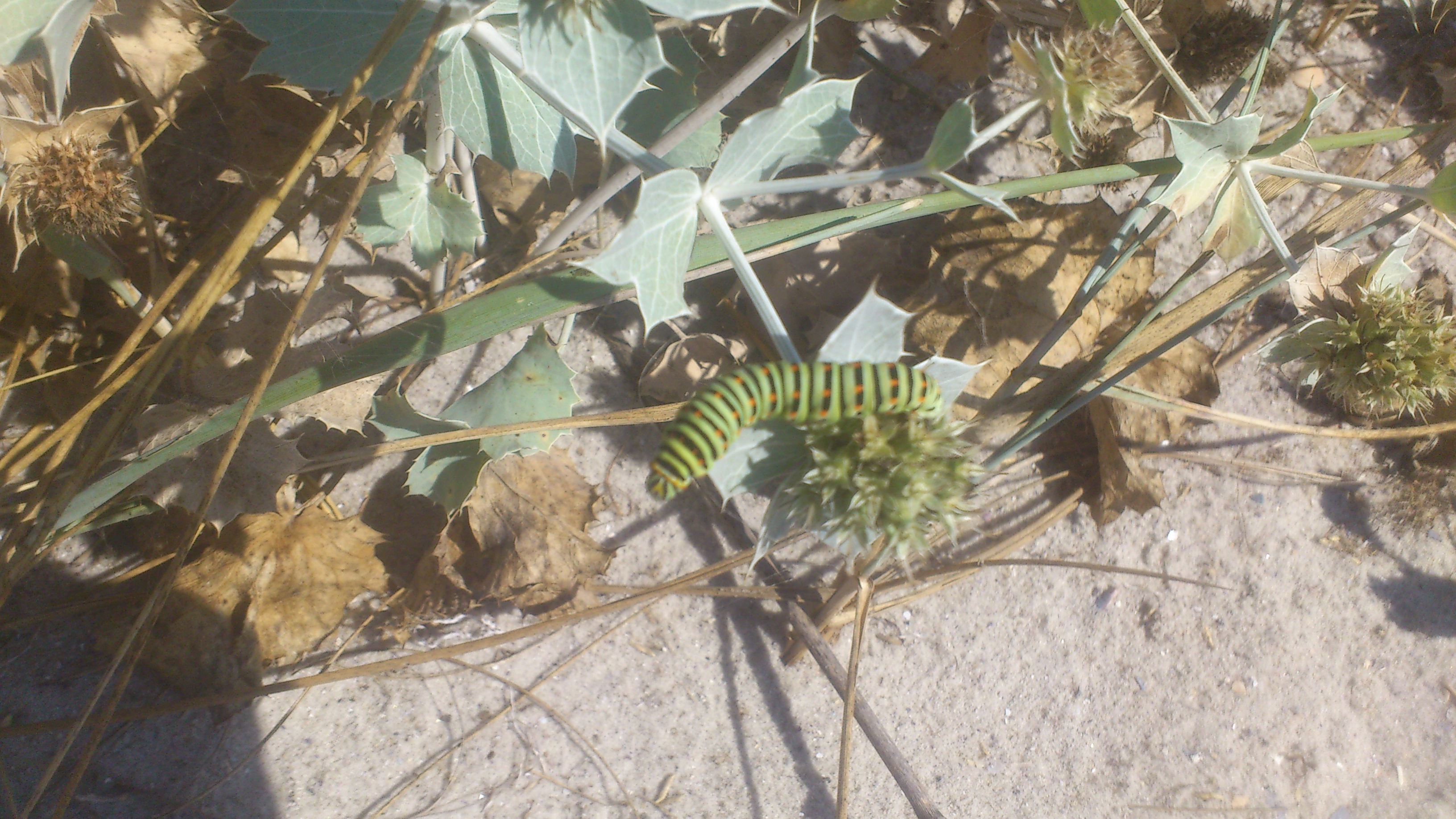
Гусінь махаона на миколайчиках приморських на Кінбурнській косі

Евритопний вид. В Україні зустрічається у відкритих, добре прогрітих (сонячних) місцях: у степах, на сухих ділянках долин річок, пагорбах, схилах, суходільних луках, лісових галявинах і просіках, узліссях, гірських пасмах, а також серед окультурених ландшафтів (парків, скверів, садів, узбіччя доріг тощо). Здатний до спонтанних міграцій.
Останні десятиліття спостерігається тенденція до скорочення чисельності, хоча подекуди залишається звичайним видом. На окремих ділянках щільність популяції в пік льоту імаго може досягати до 5—10 ос./га, здебільшого не перевищує 0,1—1 ос./га. Основними причинами зниження чисельності популяції є порушення (розорювання земель) та погіршення стану біотопів унаслідок господарської діяльності (застосування пестицидів, надмірне випасання худоби, викошування та випалювання трав), відлов колекціонерами.

## Особливості біології

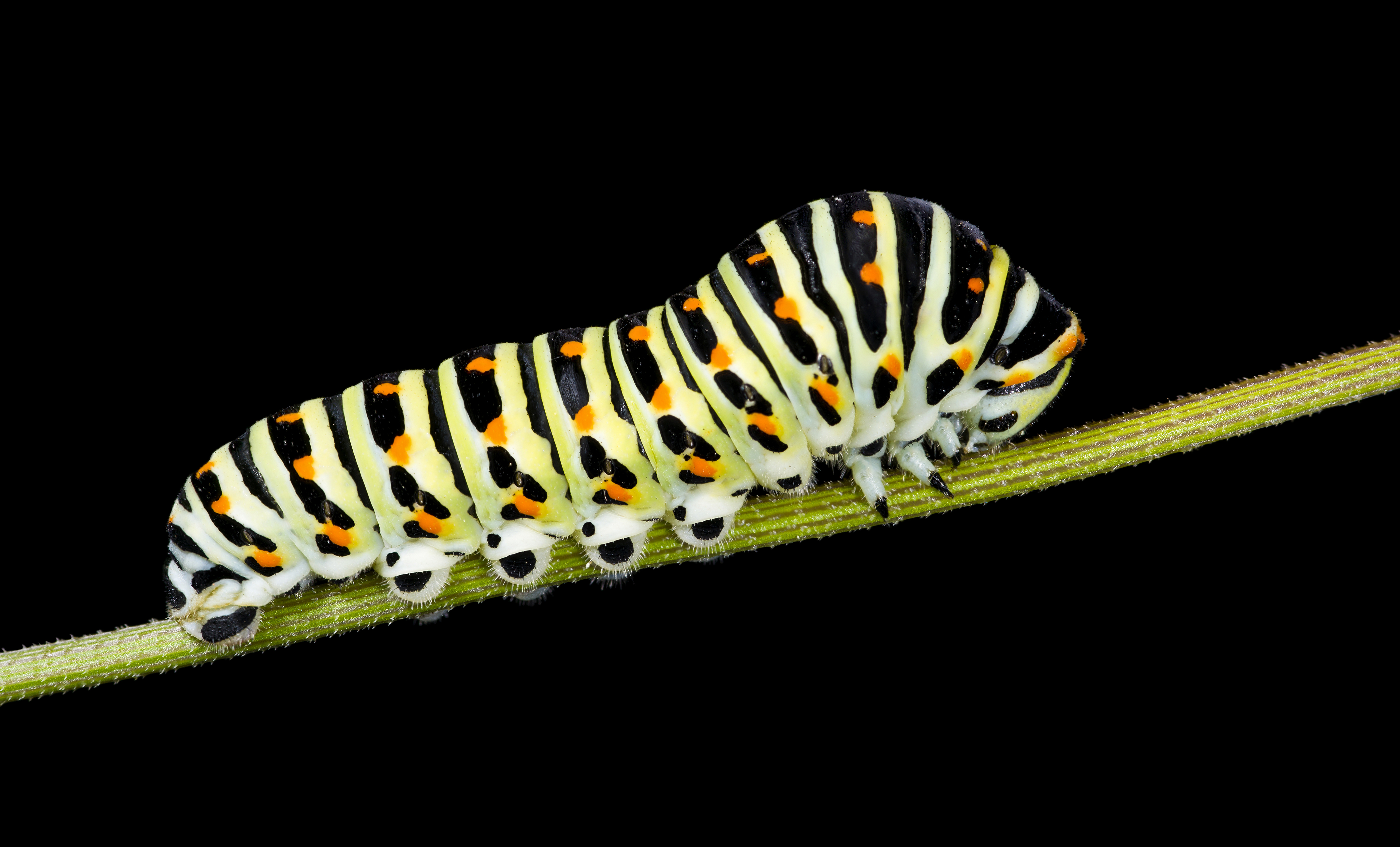
Гусінь махаона Papilio machaon

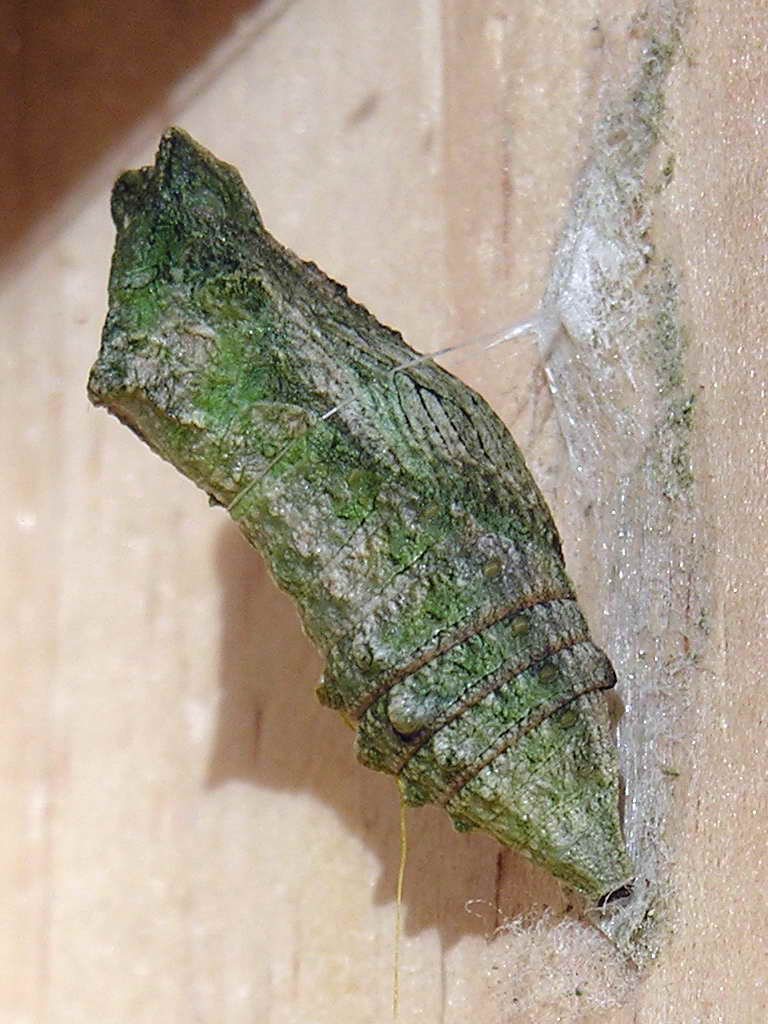
Лялечка махаона Papilio machaon

Дорослі метелики харчуються нектаром різноманітних квітучих рослин. Полюбляють сідати на вологу землю, тому додатковою умовою перебування в певних місцевостях є наявність там хоча б невеликих зволожених ділянок.
На півдні Європи, в Азії та Африці має 3 генерації за рік. В помірному кліматі, у тому числі в Україні, — 2, а в північній частині ареалу та в горах — лише одну генерацію на рік. Період льоту може коливатися залежно від погодних умов. В Україні має 2 генерації: на півночі період першого льоту відмічається від кінця квітня по кінець травня, другого — від кінця червня по кінець серпня; на півдні — від початку квітня (іноді кінця березня) по жовтень, у двох—трьох поколіннях, літ яких може перекриватись. У високогір'ях Карпат відмічається тільки одне покоління (червень — серпень).
Для парування махаона характерний гілл-топпінг. Перед відкладанням яєць самиця зависає в повітрі, потім сідає на кормову рослину, підгинає черевце, витягує антивагінальні пластинки і прикріплює яйце на нижній бік листка. За одну спробу відкладається 1—2 (іноді 3) яйця. Яйця півкулястоподібні, скульптура дрібна, колір зеленуватий або сіро-жовтий із червонувато-коричневим верхом і середньою частиною, пізніше блакитнуватий із чорним візерунком. Розвиток яєць відбувається протягом 3—5 днів, гусені та лялечки — по 1—2 тижні залежно від температури навколишнього середовища. Гусінь харчується рослинами родин окружкових (ласкавці, смовді, різак, морква, кріп, тмин), рутових (рута запашна, ясенці), айстрових (полин, деревій) та ін. Гусениці охоче поїдають свій і чужий екзувій після линяння.
До середини літа гусінь стає товстою, неповороткою, майже не їсть. Вона прикріплюється до стебла і повисає головою вниз. Через деякий час вона перетворюється на лялечку, а ще через 1—2 тижні — на дорослу особину (імаго).  Метелики 1-го покоління дрібніші й темніші за метеликів 2-го і 3-го поколінь. Махаон зимує на стадії лялечки, ховаючись у землю, а гусінь літніх генерацій заляльковується на кормовій рослині або біля неї. Лялечка прикріпляється до стебла кормової рослини пояском із шовковини і заднім кінцем головою вверх. Весною, в кінці квітня — початку травня після метаморфозу з'являється метелик.

## Охорона
Вид занесений до Червоної книги України (2009) (охоронна категорія: вразливий вид). На регіональному рівні в Україні занесений до Червоних книг/списків тварин Карпат, АР Крим, Дніпропетровської, Донецької і Запорізької областей. На більшій частині ареалу стан природних популяцій виду залишається стабільним. Саме тому він, згідно Червоного списку МСОП, отримав охоронний статус «відносно благополучний вид».
Для збереження природних популяцій виду необхідні наступні заходи: 1) створення  ентомологічних заказників у місцях із  високою чисельністю виду; 2) лімітування випасу худоби та сінокосіння; 3) заборона випалювання трав; 4) розмноження та розведення метеликів у спеціально створених умовах. 
Зважаючи на значне поширення, метелик охороняється на багатьох природоохоронних територіях у межах ареалу, у тому числі в Україні, зокрема в Українському степовому, Луганському і Дніпровсько-Орільському природних заповідниках, Національному заповіднику «Хортиця», національних природних парках «Кременецькі гори», «Великий Луг», «Приазовський» та ін..

## Практичне значення
Махаон — напевне, найвідоміший метелик в Європі та Україні. Так, 2003 року його оголошено в Німеччині метеликом року.
Через своє яскраве забарвлення та великі розміри, махаон часто потрапляє до ентомологічних колекцій, що, певним чином, впливає на його чисельність.